# Instytut Pedagogiki Uniwersytetu Gdańskiego
Instytut Pedagogiki na Wydziale Nauk Społecznych Uniwersytetu Gdańskiego jest jednym z siedmiu instytutów na tym wydziale.

## Dyrekcja[1]
- dr hab. Marcin Boryczko, prof. UG – dyrektor
- dr Joanna Izabela Belzyt – zastępca dyrektora
- dr Katarzyna Wajszczyk – zastępca dyrektora

## Kierunki studiów
1. pedagogika
  - studia I stopnia
  - studia II stopnia
2. pedagogika specjalna
  - studia I stopnia
  - studia II stopnia
3. pedagogika wczesnej edukacji
  - studia I stopnia
4. praca socjalna
  - studia I stopnia

W Instytucie Pedagogiki Uniwersytetu Gdańskiego istnieje 21 specjalności studiów, zatrudnionych jest obecnie 21 profesorów zwyczajnych i doktorów habilitowanych, 51 doktorów oraz 11 magistrów.

## Zakłady naukowe
- Zakład Dydaktyki
- Zakład Filozofii Wychowania i Studiów Kulturowych
- Zakład Pedagogiki Ogólnej
- Zakład Pedagogiki Społecznej
- Zakład Pedagogiki Specjalnej
- Zakład Teorii Wychowania
- Zakład Patologii Społecznej i Resocjalizacji
- Zakład Historii Nauki, Oświaty i Wychowania
- Zakład Badań nad Dzieciństwem i Szkołą

## Koła naukowe
- Koła Naukowe Badaczy Kultur „Na Styku”
- Koło Naukowe Didasco
- Koło Naukowe Historyków Edukacji
- Koło Komunikacji Kreatywnej
- Koło Naukowe Studentów Pedagogiki Specjalnej PORTA